# Casaseca de Campeán
Casaseca de Campeán is een gemeente in de Spaanse provincie Zamora in de regio Castilië en León met een oppervlakte van 12,24 km². Casaseca de Campeán telt 100 inwoners (1 januari 2016).

## Demografische ontwikkeling
Bron: INE, 1857-2011: volkstellingen